# Radomiak Radom
Maillots
Actualités
Le Radomiak Radom est un  club polonais professionnel de football  créé en 1910. Il évolue actuellement en première division polonaise (Ekstraklasa).

## Historique
En 1910, le RKS Radom est créé. Il évolue majoritairement en deuxième division.
En 1945, un nouveau club est créé à Radom : le Radomiak Radom. En 1967, il fusionne avec le RKS et reprend officiellement son numéro d'affiliation et son historique.
Lors de la saison 1984-1985, il participe pour la première fois au championnat de Pologne de première division, qu'il terminera à la quinzième place, synonyme de relégation, à égalité de points avec le Śląsk Wrocław (les deux clubs sont départagés à la différence de buts).
Après une longue période d'instabilité, entre deuxième et cinquième division, le Radomiak entame sa remontée vers le haut niveau en 2015. Promu en troisième division, il s'installe dans le milieu de classement avant de gagner la promotion en deuxième division en 2019 en se classant premier de D3.

## Noms différents
- 1910 : fondation du club sous le nom de Radomskie TS
- 1921 : le club est renommé Radomskie KS
- 1945 : le club est renommé RKS Radomiak Radom
- 1950 : le club est renommé Związkowiec Radom
- 1951 : le club est renommé Włókniarz Radom
- 1958 : le club est renommé KS Radomiak Radom
- 1967 : le club est renommé RKS Radomiak Radom